# محمد مهدی سجادی
محمدمهدی سجادی
متولد: 1381 (2002 میلادی)  
محل تولد: شهرستان مرودشت ، استان فارس 
محل سکونت: سیدان ، استان فارس
محمد مهدی سجادی یک مخترع و مهندس رباتیک ایرانی است که به خاطر فعالیت‌هایش در زمینه رباتیک و فناوری‌های نوین شناخته می‌شود. او از سنین جوانی به علم رباتیک علاقه‌مند شد و در چندین دوره مسابقات مختلف رباتیک شرکت کرد. 
سجادی به عنوان سرپرست تیم ملی رباتیک ایران معروف به تیم FGC تا سال 2019 فعالیت کرد و در این نقش، به توسعه و پیشرفت رباتیک در کشور کمک شایانی نمود. تحت رهبری او، تیم ملی رباتیک ایران در مسابقات بین‌المللی موفق به کسب جوایز و افتخارات متعددی شد که نشان‌دهنده توانمندی و استعداد بالای او و تیمش در این حوزه است.
علاقه و تلاش‌های محمد مهدی سجادی در زمینه رباتیک و فناوری، او را به یکی از چهره‌های برجسته در این حوزه تبدیل کرده است. او به عنوان یک الگو برای جوانان ایرانی در زمینه علم و فناوری شناخته می‌شود و به ترویج علم و نوآوری در کشور ادامه می‌دهد.
فعالیت‌ها و دستاوردها
-شرکت در مسابقات رباتیک:** حضور در چندین دوره مسابقات ملی و بین‌المللی رباتیک.
-سرپرست تیم ملی رباتیک ایران:** رهبری تیم ملی تا سال 2019 و کسب جوایز متعدد در مسابقات جهانی.
محمد مهدی سجادی با تلاش و پشتکار خود، به عنوان یک مخترع و پیشگام در زمینه رباتیک در ایران شناخته می‌شود و امید می‌رود که در آینده نیز به فعالیت‌های خود ادامه دهد و به پیشرفت علم و فناوری در کشور کمک کند.